# NGC 3594
NGC 3594 је спирална галаксија у сазвежђу Велики медвед која се налази на NGC листи објеката дубоког неба.
Деклинација објекта је + 55° 42' 17" а ректасцензија 11h 16m 13,9s. Привидна величина (магнитуда) објекта NGC 3594 износи 14,3 а фотографска магнитуда 15,3. NGC 3594 је још познат и под ознакама UGC 6286, MCG 9-19-22, CGCG 267-58, CGCG 268-11, NPM1G +55.0115, PGC 34374.